# Хосроу Шахані
Хосро́у Шахані́ (перс. خسرو شاهانی, також Хосров; *31 грудня 1929, Нішапур, Іран — 10 травня 2002, Тегеран, Іран) — іранський письменник-сатирик і журналіст; співпрацював з численними часописами (Tawfiq, Fakahion, Gol Agha тощо).

## З життєпису
Хосроу Шахані народився 31 грудня 1929 року в Нішапурі в родині держслужбовця. У дитинстві втратив батька, в дорослому віці — маму.
Здобув початкову і середню освіту. Вступив на держслужбу в Захедані.
Офіційну роботу в ЗМІ розпочав 1955 року в газеті Mashhad Khorasan (Мешхед), де працював протягом 3 років: у цій щоденній ранковій газеті, яка виходила 6 разів на тиждень, крім написання гумористичних оповідань (фейлетонів), також вів 2 колонки під назвою «Жарт і сміх».
У 1957 році Шахані на запрошення редактора газети «Джахан» Садега Бехдада переїхав до Тегерана, де започаткував у ній злободенну колонку «Ez Har Dari Sokhni». Також працював парламентським репортером газети Tehran Post. Згодом від 1959 року співпрацював з Тегеранським радіо, був багаторічним парламентським репортером газети Кіхан. Дописував у різні іранські часописи: Targhee, Sepid Siah, Roshanfekr, Young Asia, Omid Iran, Tawfiq тощо.
Після революції (1979) співпрацював з періодичним виданням Gadaval, ставши одним зі стовпів іранської преси.
Після кількох місяців хвороби на рак Шахані помер у 72-річному віці 10 травня 2002 року.

## З доробку
Хосроу Шахані є одним із найвідоміших іранських авторів актуальної соціальної та публіцистичної сатири, який написав добірку найкращих сатиричних оповідань у власному стилі й з використанням неповторної техніки оповідання (за даними Іранського фонду поезії та художньої літератури). Твори письменника зазвичай мають гостру соціальну спрямованість, оповідання в них найчастіше від імені першої особи.
У Шахані вийшло близько 20 оригінальних сатиричних збірок. Він співпрацював з більшістю іранських часописів.
Оповідання Хосроу Шахані неодноразово публікувалися в колишньому Радянському Союзі та країнах соцтабору. Справжнім популяризатором його творчості на теренах СРСР став Джахангір Даррі, професор перської літератури Московського університету, відтак твори письменника російською виходили багатотисячними тиражами.